# Chisocheton dysoxylifolius
Chisocheton dysoxylifolius är en tvåhjärtbladig växtart som beskrevs av Wilhelm Sulpiz Kurz. Chisocheton dysoxylifolius ingår i släktet Chisocheton och familjen Meliaceae. Inga underarter finns listade i Catalogue of Life.